# Големите игри
„Големите игри“ е български 10-сериен телевизионен игрален филм (комедия) от 1999 година на режисьора Иванка Гръбчева, по сценарий на Георги Данаилов. Оператори са Боян Даскалов и Георги Николов. Музиката във филма е композирана от Стефан Димитров.

## Актьорски състав
| Мони Иванов                                       | Йоан Делчев                    |
| Ани                                               | Калина Донкова                 |
| Антон Иванов, бащата на Мони                      | Валентин Ганев                 |
| Златка Иванова, майката на Мони                   | Станка Калчева                 |
| Симеон (дядо Симо), дядо на Мони и баща на Златка | Вълчо Камарашев                |
| Иванка Иванова, бабата на Мони                    | Стоянка Мутафова               |
| Ангел, вуйчото на Мони, брат на Златка            | Валери Йорданов                |
| Господин Спиридонов                               | Георги Калоянчев               |
| Майкъл Спиридонов, бизнесмен                      | Йосиф Сърчаджиев               |
| Мъро                                              | Марин Янев                     |
| манекенката Вероника                              | Мариана Жикич                  |
| Доктор Панчо                                      | Георги Русев                   |
| Колето, бизнесмен                                 | Димитър Рачков                 |
| родителите на Ани                                 | Георги Кадурин Мария Статулова |
| Васил Найденов                                    | себе си                        |
| Атанас Атанасов                                   | гаджето на Вероника            |

## Епизоди
| Еп. № | Дата на излъчване             | Заглавие                           | Сюжет |
| ----- | ----------------------------- | ---------------------------------- | --- |
| 1     | 8 февруари 2000 г. (Канал 1)  | „Монетариста“ 26 минути            | В един софийски апартамент живеят майката Златка и бащата Антон със сина си Мони и дядо Симо – баща на Златка. Баба Иванка – майката на Антон, живее отделно, но е почти постоянен гост в дома на сина си. Един ден Антон отива на работа. Във видеото оставя заредена за запис касета, защото очаква да се излъчи важно предаване, което той няма възможност да гледа. Вкъщи остават Мони и баба Иванка, които скучаят. Решават да гледат видео и изваждат касетата на Антон. Ситуацията вещае неприятности, но има неочаквано добъркрай за всички. Благодарение на футболния мач, предаването на Антон започва по-късно и той успява да го гледа... |
| 2     | 15 февруари 2000 г. (Канал 1) | „Големият бизнес“ 30 минути        | Антон урежда в дома си важна делова среща с бизнесмена Спиридонов от САЩ. Въпреки неспокойната обстановка, Спиридонов успява да му предложи да стане член на Управителния съвет в акционерно дружество. За целта Антон трябва да внесе в дружеството сумата от 25 милиона, която ще му бъде върната след една година с 15% лихва. Антон спешно търси пари. Това поражда смут в семейството. Дори баба Иванка е впечатлена. Тя решава да помогне като изтегли своите 5 хиляди марки, които е вложила в предприятие. Оказва се, че парите ѝ са безвъзвратно изгубени, защото предприятието е финансова пирамида. |
| 3     | 22 февруари 2000 г. (Канал 1) | „Манекенката“ 25 минути            | У дома пристига манекенката Вероника, на която майката Златка ще шие артистичен тоалет. Цялото мъжко съсловие в къщата е в плен на красотата на Вероника и се надпреварват да я ухажват. В старанието си да направят впечатление на гостенката, дядото, внукът и Антон попадат в различни комични ситуации, които майката успява да овладее. |
| 4     | 2000 г. (Канал 1)             | „Елитното училище“ 29 минути       | На Мони му предстои да започне училище. Цялото семейство се заема с отговорната задача да гради неговото бъдеще, а то е в елитно училище с подходяща среда. Търсят се връзки, купуват се сложни тестове. Мони вече няма възможност дори да играе. Семейството е разделено на два лагера. „За“ елитното училище са баба Иванка, майката и бащата на Мони. Дядо Симо е „против“ тази приумица, но никой не чува неговото мнение. В суматохата се включва и Ангел – брат на майката. Младежът, обаче, си има други грижи. На път към сестра си, той вижда Вероника – моделът на Златка и се влюбва в нея. Настъпва дългоочакваният ден на училищния изпит. Баба Иванка, майката и дядото на Мони го изпращат до училището. Трепетно очакват края на изпита. Най-сетне Мони се появява. Детето твърди, че се е представило отлично. Всички са доволни. Радостта е кратка, защото семейството разбира, че Мони изобщо не се е явил на изпит. Търсят обяснение. Мони гордо заявява: „Умният човек променя мнението си, глупакът никога“. |
| 5     | 2000 г. (Канал 1)             | „Водомерите“ 28 минути             | В блока на Иванови предстои проверка на водомерите. За целта в жилището трябва да присъства член от семейството. С тази задача е натоварена баба Иванка. Тя, обаче, има други грижи. Уредила си е среща с бизнесмена Спиридонов, когото моли да ѝ помогне в издирването на завлечените ѝ от фирма пари. Докато Спиридонов и бабата са увлечени в задълбочен житейски разговор, Мони има друг проблем. Търси го го Ани – неговата приятелка от горния етаж. При нея е дошъл човек за проверка на водомерите. Той изглежда съмнителен за Ани. Мони отива на помощ. Човекът с водомерите действително е странен. Бивш актьор, той забавлява децата и те не искат да го пуснат. Водопроводчикът все пак си тръгва. Баба Иванка се сеща, че Мони го няма. С господин Спиридонов се качват у Ани и разбират, че водомерите са изчезнали. Спиридонов иска да повика полиция. Но – изненада: пред вратата на Ани са оставени изчезналите водомери, дори почистени.                                                                         |
| 6     | 2000 г. (Канал 1)             | „Дядовата къща“ 31 минути          | Мони и дядо му Симо заминават за дядовата къща в тихо провинциално градче. Детето опознава живота сред природата. Идилията на почивката е разрушена от идването на Колето – местен бизнесмен. Той прави на дядо Симо предложение – да наеме къщата и да я преустрои в ресторант. Симо отказва, но Колето го заплашва с пожар. Дядото е объркан и получава сърдечен пристъп. Мони вика на помощ доктор Панчо – най-добрият приятел на дядо си. Панчо не само успокоява и лекува Симо, но използва цялото си лекарско умение и авторитет, за да откаже бизнесмена от замислената сделка. Доктор Панчо убеждава Колето, че е сериозно болен и спешно му е нужно скъпо лечение в София. С къщата щял да се разпорежда лекарят, за да открие в нея кабинет. |
| 7     | 2000 г. (Канал 1)             | „Любовта на манекенката“ 24 минути | Ангел – вуйчото на Мони, е влюбен в манекенката Вероника, но чувствата му са наранени. Когато Ангел очаква любимата си, тя насилствено е вкарана в автомобил от млад мъж – вероятно неин любовник. Ангел е нещастен. Отива в дома на сестра си да търси утеха. Златка, обаче, е в болница за задържане на бебето. Вкъщи е само Мони. Вуйчото праща момчето да проучи как стоят нещата в квартирата на Вероника. Там го посреща същият млад мъж. Детето се връща при вуйчо си объркано – Вероника е нещастна, плаче, а младият мъж в дома ѝ иска да я набие. Любовната несполука на Ангел измъчва цялото семейство. След поредица от недоразумения се разбира, че любовникът всъщност е брат на Вероника. Той е дошъл от провинцията, за да вкара по-малката си сестра в „правия път“ – да завърши образованието си, а не да се занимава с мода. Всички си отдъхват. Вероника и Ангел са отново заедно. |
| 8     | 2000 г. (Канал 1)             | „Случаят Спиридонов“ 28 минути     | От САЩ в България пристига синът на Спиридонов – Майкъл. Водят го неотложни дела. Баща му не само е успял да прахоса всичките си средства, а е и задължнял. Решението е взето. Спиридонов или ще се върне със сина си в САЩ, или ще остане в България, но средствата му ще са под попечителство. Спиридонов категорично отказва да замине със сина си. Той и баба Иванка са се сближили – срещат се, излизат и дълго си говорят. Майкъл вижда в бабата идеалния попечител. За целта той се среща със сина ѝ Антон. Двамата мъже решават да оженят старите. Организират тържествен обяд. Пристигат бъдещите младоженци – елегантни и тържествени. Синовете им са доволни. Старите, обаче, отказват да изпълнят желанието на децата си, защото най-важното за тях са приятелството и свободата. |
| 9     | 2000 г. (Канал 1)             | „Конспирацията на Ани“ 26 минути   | Майката на Ани е таксиметров шофьор. Тя катастрофира. Моли Антон да се свърже със съпруга ѝ Сашо, с когото са разделени, за да се погрижи за дъщеря им, докато тя е в болница. Антон открива Сашо. Той идва при Ани, но момиченцето им е изчезнало. Всички са притеснени. Търсят я навсякъде. Мони, който познава тайните места на Ани, я открива. Опитва се да я убеди да се върне вкъщи. Ани е категорична – ще продължава да се крие в мазето, докато баща ѝ не напусне втората си жена и окончателно не се върне при тях. Мони, все пак, издава малката си приятелка. Вечерта Сашо прибира заспалото си дете от мазето. Нещата сякаш се оправят. Сашо и Ани отиват в болницата при майка и. Мони и баща му също посещават Златка в родилния дом. |
| 10    | 2000 г. (Канал 1)             | „Шашкън птиче“ 27 минути           | Ражда се бебето. Мони си има братче. Всички са щастливи. Готвят тържествен обяд в чест на новия член на семейството. Антон съобщава, че ще се заеме с нов бизнес. Златка е изпълнена с идеи за нови модели. Дядо Симо е дал къщата си в провинцията на доктор Панчо за лекарски кабинет. На Мони му предстои да започне училище. Вероника и Ангел ще се женят и чакат детее. Няма къде да живеят, но за сметка на това много се обичат. Семейството е изправено пред нов проблем. Антон моли за малко тишина и спокойствие. Всички почтително млъкват. В това време се чува тънкото гласче на новороденото. Животът продължава все така динамичен.... |